# Rudauli
Rudauli är en ort i Indien.   Den ligger i distriktet Faizābād och delstaten Uttar Pradesh, i den centrala delen av landet, 500 km öster om huvudstaden New Delhi. Rudauli ligger 115 meter över havet och antalet invånare är 36 804.
Terrängen runt Rudauli är mycket platt. Runt Rudauli är det tätbefolkat, med 709 invånare per kvadratkilometer. Det finns inga andra samhällen i närheten. Trakten runt Rudauli består till största delen av jordbruksmark.